# Cucullia eugrapha
Cucullia eugrapha är en fjärilsart som beskrevs av Charles Boursin 1942. Cucullia eugrapha ingår i släktet Cucullia och familjen nattflyn. Inga underarter finns listade i Catalogue of Life.